# 러우자모
러우자모(중국어 간체자: 肉夹馍, 정체자: 肉夾饃, 병음: ròujiāmó/ròugāmó, 직역: 고기 샌드위치)는 산시성 (섬서성)의 길거리 음식이다.

## 개요
고기는 대부분 돼지고기이며, 향신료와 양념을 넣은 국물에 몇 시간 동안 푹 삶는다.
다른 종류도 있다. 예를 들어, 시안시의 이슬람 지역에서는 고기가 보통 쇠고기이며(쿠민과 후추로 양념), 간쑤성에서는 종종 양고기를 사용한다. 고기는 다지거나 잘게 썰어서 "바이쥐모"라는 납작빵에 채워 넣는다. 전통적인 바이쥐모는 효모를 넣은 밀가루 반죽으로 만들고 점토 오븐에 구웠지만, 현재 중국의 많은 지역에서는 바이쥐모를 프라이팬에 만들어 점토 오븐에서 구운 것과는 맛이 상당히 다르다. 고기를 요리하는 데 사용되는 향신료의 종류와 빵을 만드는 방법에 따라 로우자모의 맛은 판매자마다 크게 달라질 수 있다. 로우자모는 완벽한 식사가 아니며 종종 량피와 함께 세트 메뉴로 판매된다. 중국 전역에서 지역별로 변형된 형태로 찾아볼 수 있다.
로우자모는 서양의 햄버거와 고기 샌드위치에 해당하는 중국 음식으로 여겨진다. 로우자모는 세계에서 가장 오래된 햄버거 중 하나로 여겨지는데, 빵 또는 "모"는 진나라 (기원전 221–206년) 시대로 거슬러 올라가고 고기는 주나라 (기원전 1045–256년) 시대로 거슬러 올라간다.

## 갤러리

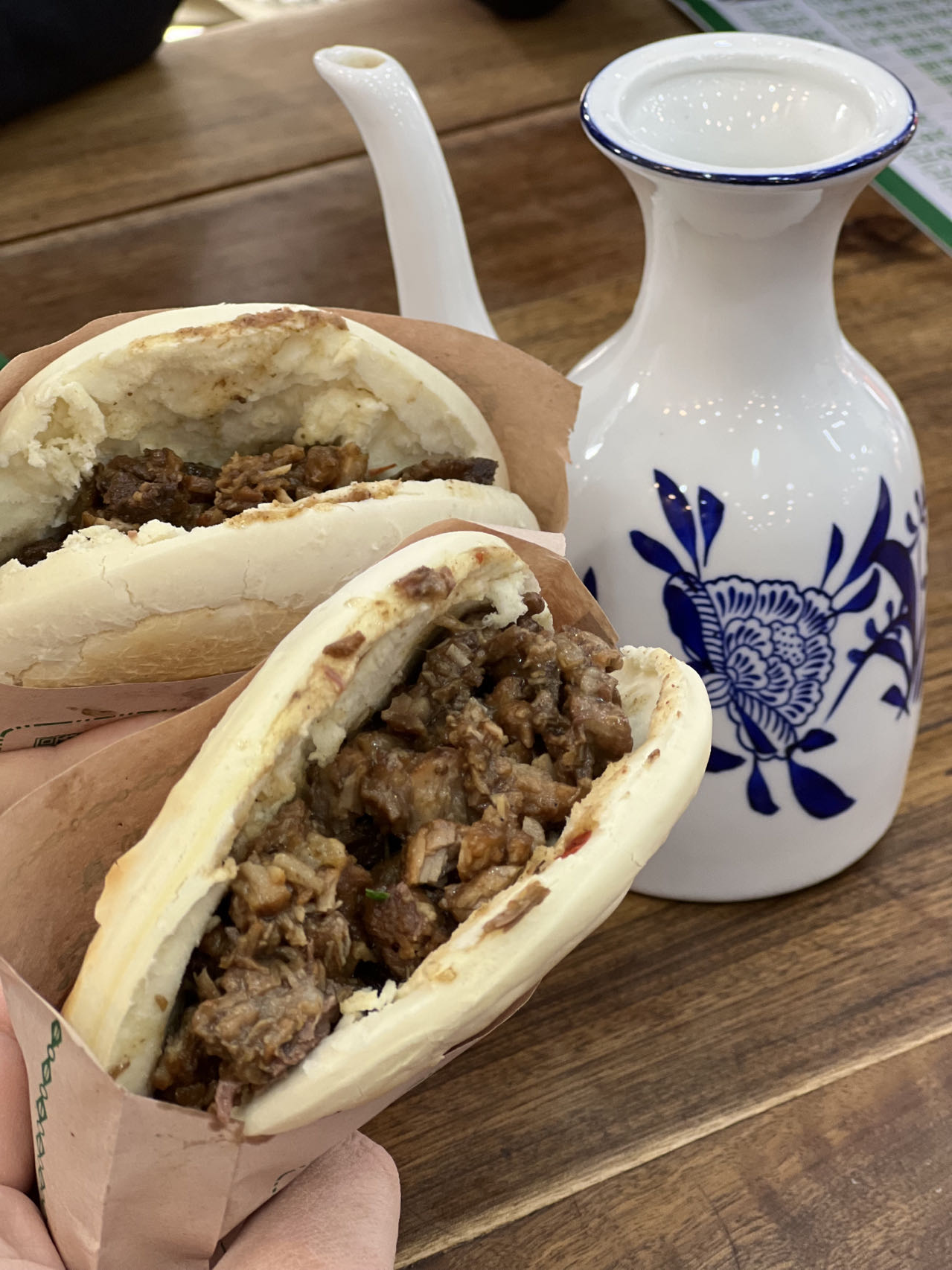
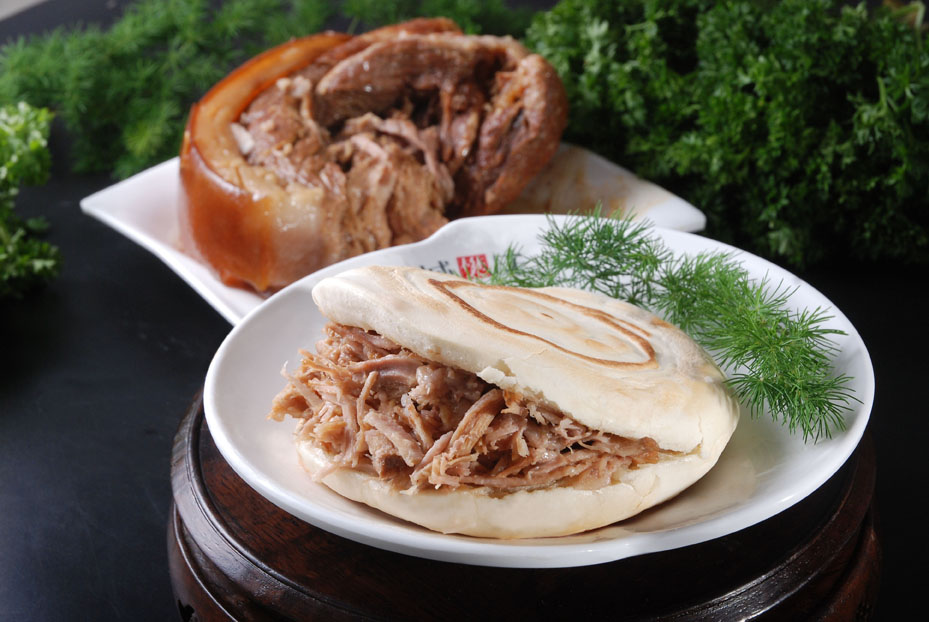
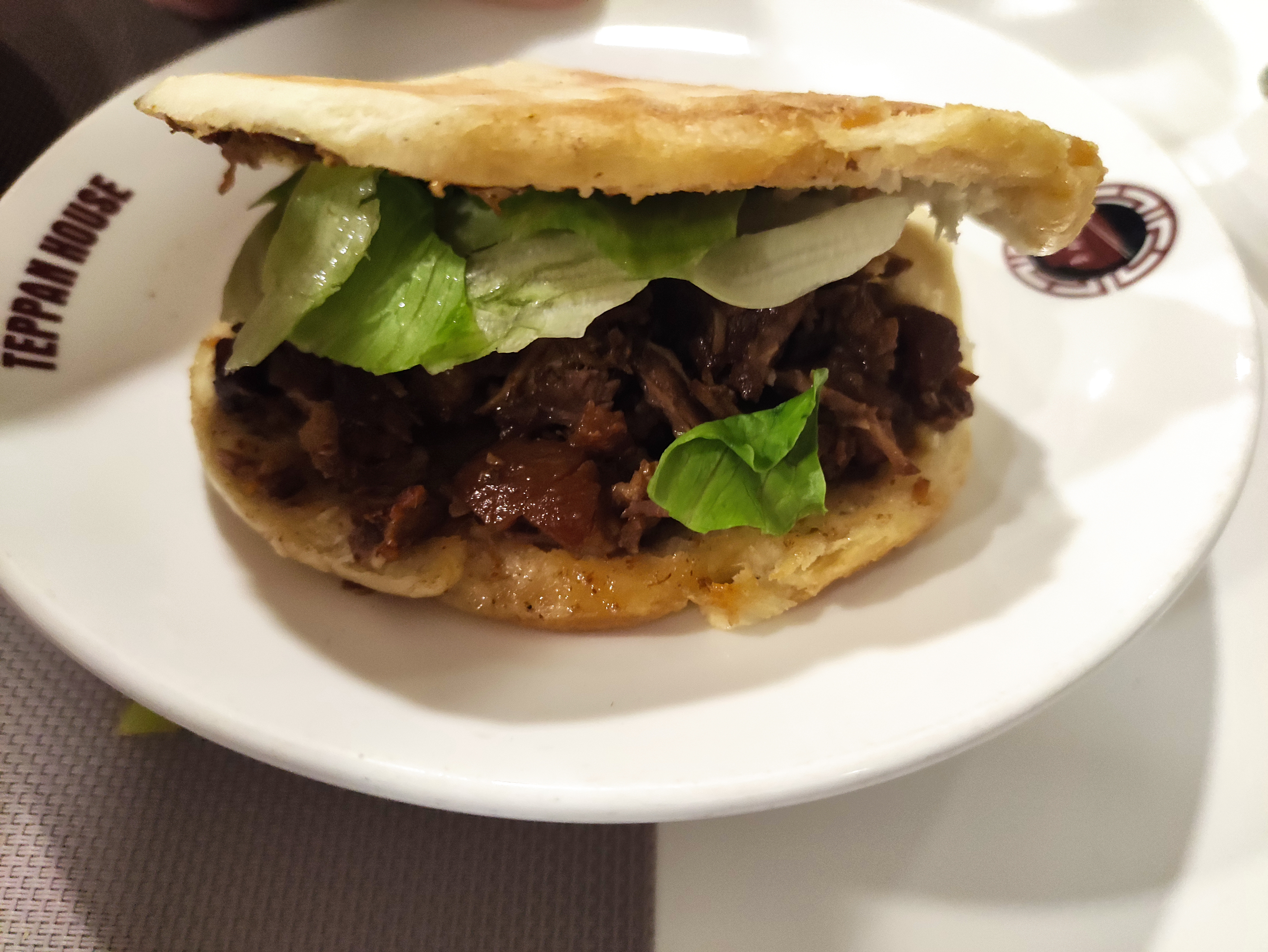
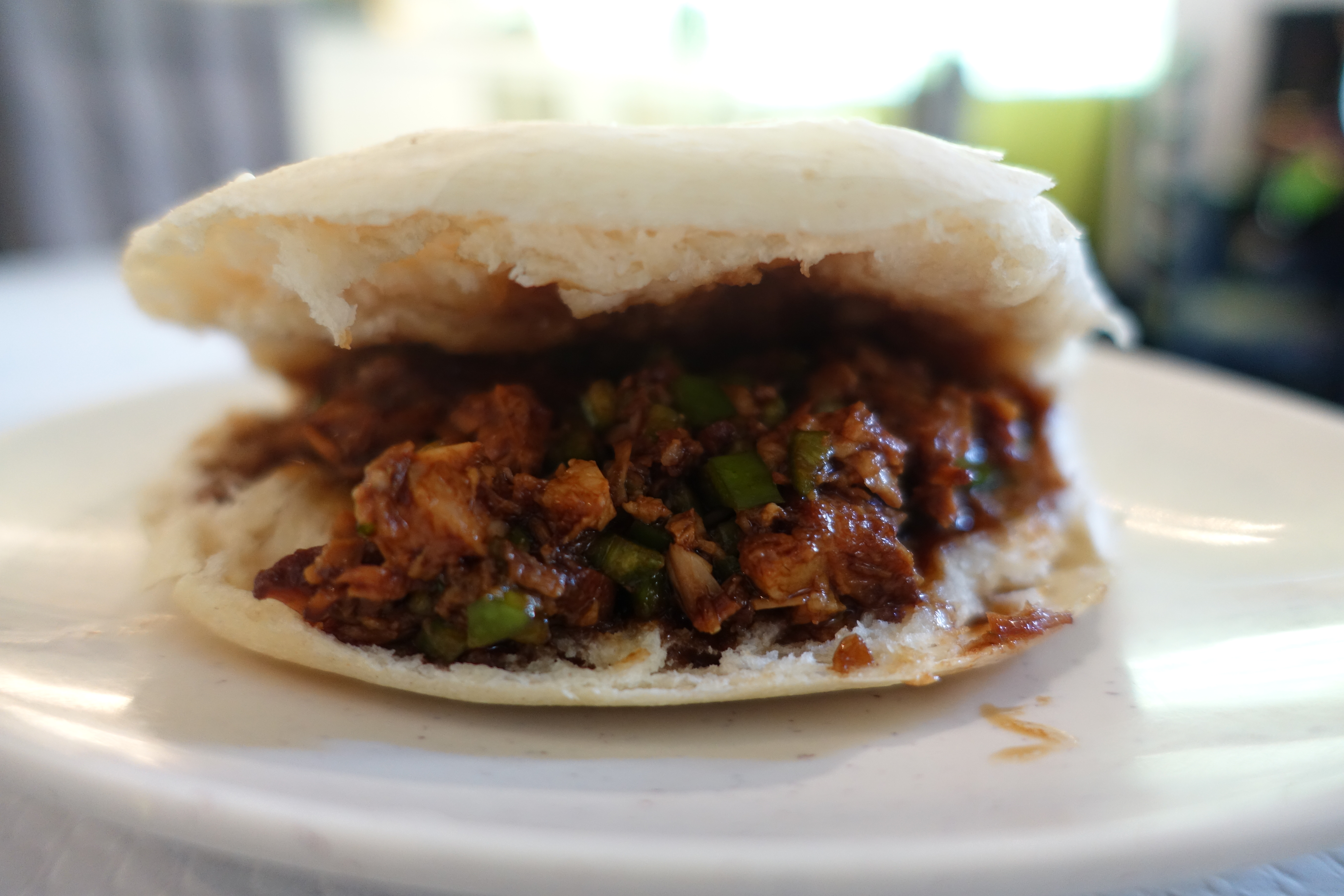
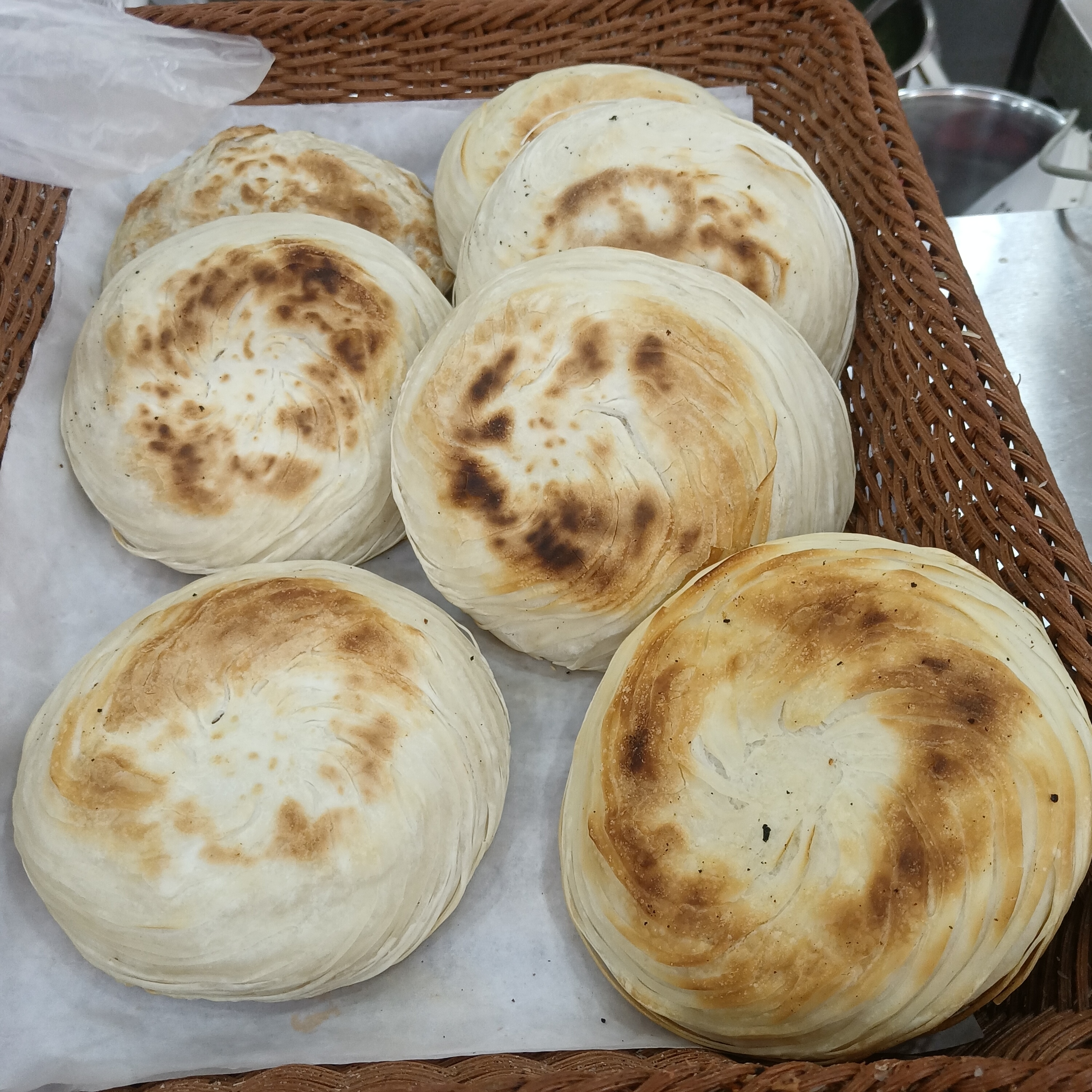
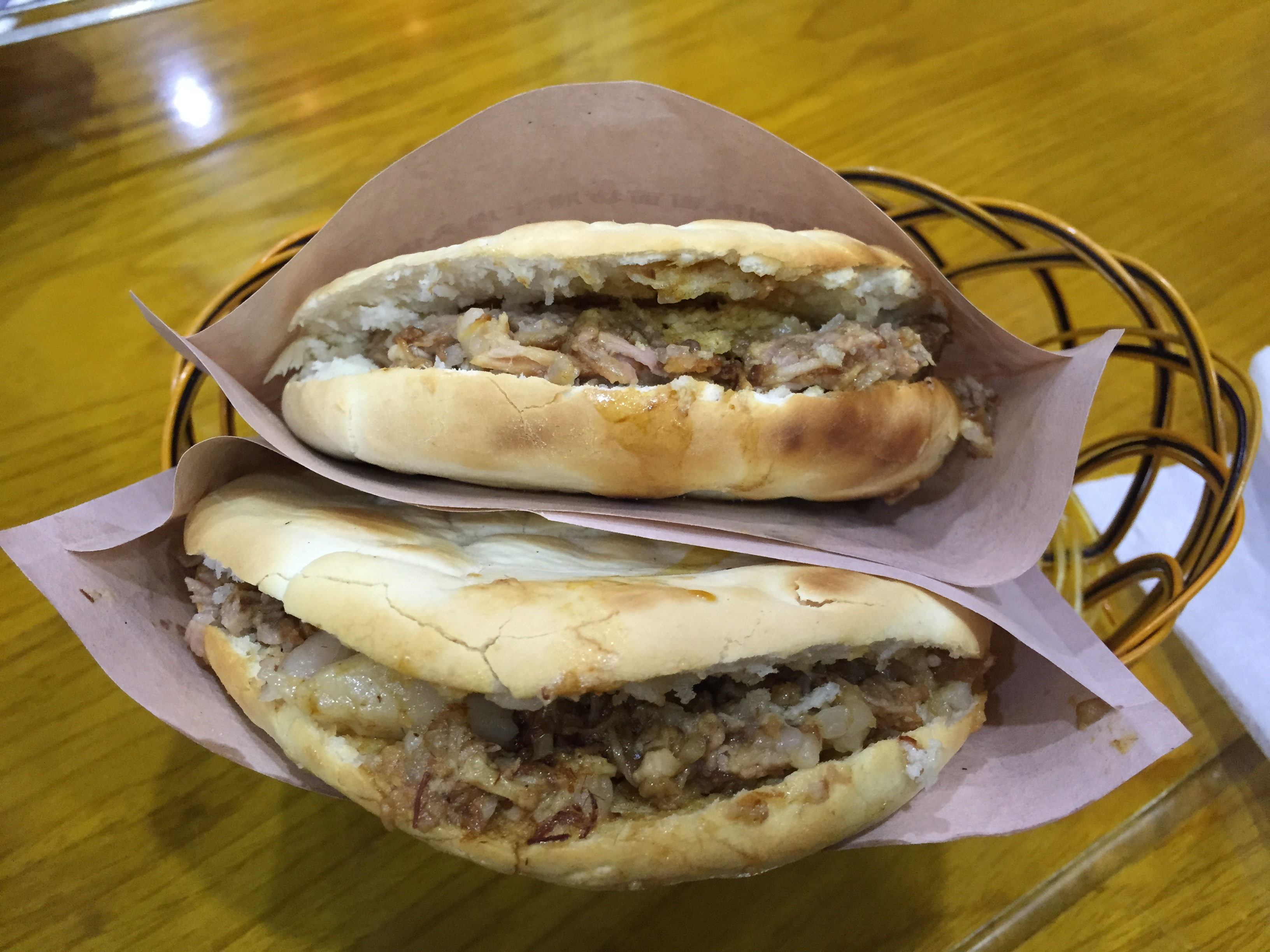
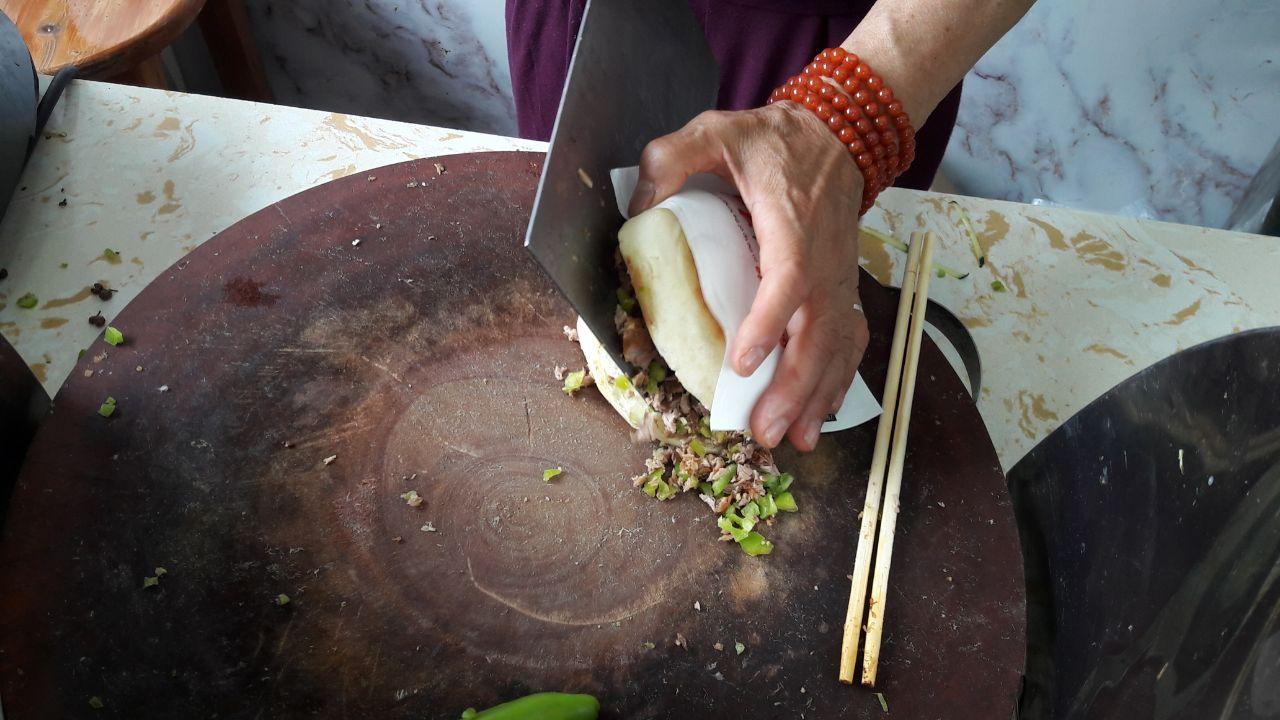
준비 중인 로우자모

## 같이 보기
- 빙펑
- 기로스
- 당나귀 버거
- 관바오, 중국식 돼지고기 배 찐빵
- 돼지고기 요리 목록
- 샌드위치 목록
- 슬로피 조

## 추가 자료
- Connelly, Michael Alan (2014년 12월 18일). “20 Must-Try Street Foods Around the World”. 《포더스》. 2016년 7월 24일에 확인함.